# Edouard Chatton
Édouard Chatton (Romont (FR), 1883. október 11. – Banyuls-sur-Mer, 1947. április 23.) francia biológus, aki először írta le a különbséget a prokarióta és az eukarióta sejttípusok között.
Chatton a svájci Romontban született. Kezdetben a különféle betegségeket okozó protozoák, az Apicomplexa és a Trypanosomatids törzsek tagjai iránt érdeklődött. Később kiterjesztette tanulmányait a tengeri protistákra is, hozzájárulva ezzel a dinoflagellate protisták leírásához. Chatton az "eukarióta" és a "prokarióta" kifejezéseket először egy 1925-ös cikkben használta, de a koncepciót nem fejtette ki; később Roger Stanier és C.B. van Niel átvették a nómenklatúrát, és egy 1962-es cikkben népszerűsítették a sejtes organizmusok prokariótákra és eukariótákra való osztályozását. A Pasteur Intézetben Chatton megismerkedett André Michel Lwofftal, a leendő fiziológiai és orvosi Nobel-díjassal, és mentora lett. A két tudós munkatárs maradt Chatton-nak a franciaországi Banyuls-sur-Merben bekövetkezett 1947-es haláláig.

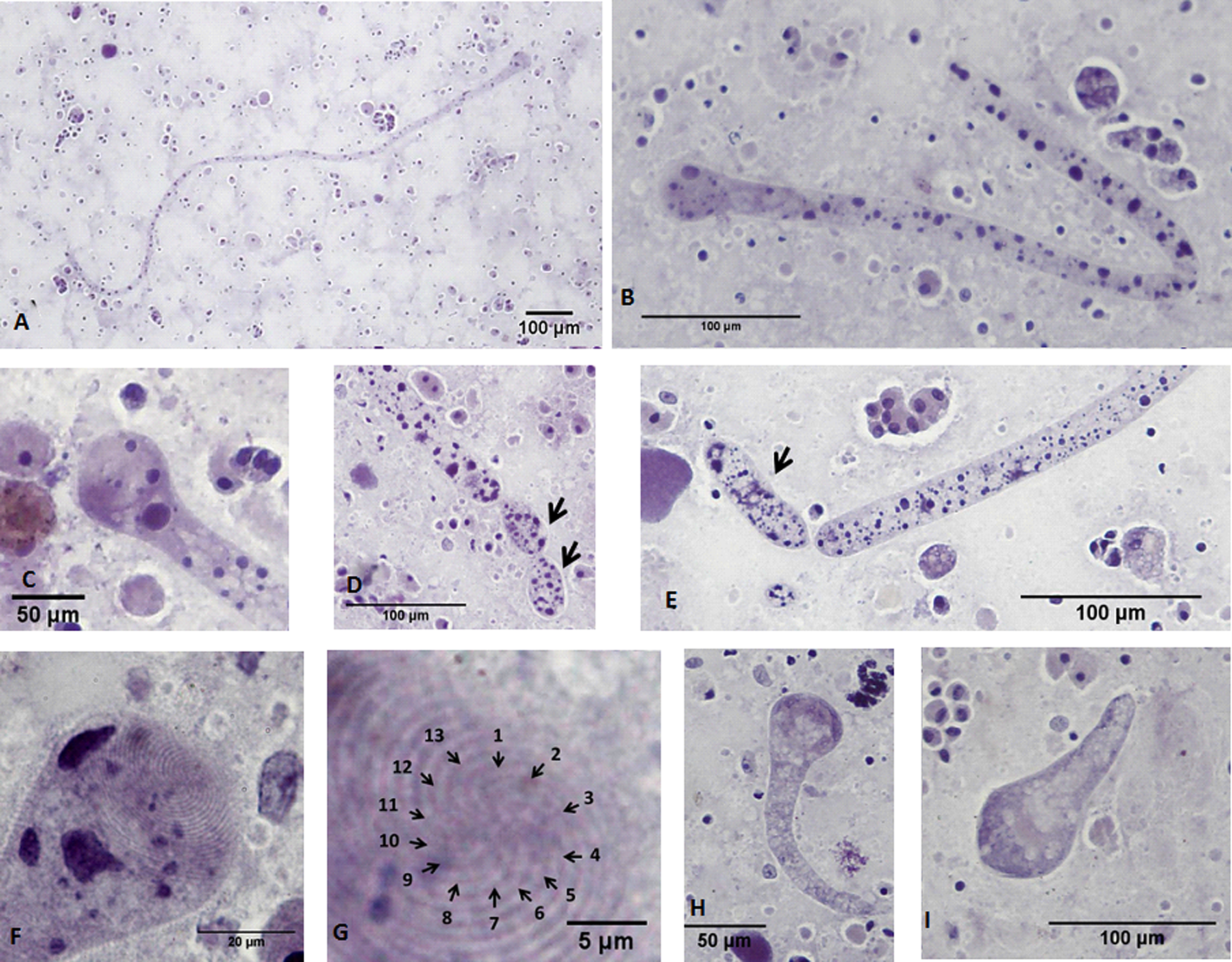
Chromidina chattoni, egy faj, amelyet Édouard Chatton tiszteletére neveztek el

## Fordítás
Ez a szócikk részben vagy egészben  az   Édouard Chatton című angol Wikipédia-szócikk ezen változatának fordításán alapul.  Az eredeti cikk szerkesztőit annak laptörténete sorolja fel. Ez a jelzés csupán a megfogalmazás eredetét és a szerzői jogokat jelzi, nem szolgál a cikkben szereplő információk forrásmegjelöléseként.